# Scherembeke

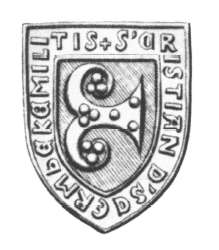
Sigill - Kristiern von Scherembeke, 15 juni 1319.

Scherembeke var en medeltida adelsätt, med tysk-dansk bakgrund, som kan spåras tillbaka till 1200-talet. Ätten spreds också via danska förläningar till Estland. Några släktmedlemmar tjänstgjorde i Sverige under svenska kungar under 1300- och 1400-talet. Släkten anses också vara besläktad med Vasaätten, vars vapen i de tidigare generationerna var snarlikt Scherembekes.

## Historia

### I Tyskland
Ätten Scherembeke härstammade enligt Paul Johansen från nuvarande Scharnebeck nordost om Lüneburg. Lüneburg, som anses vara grundad 1209 av Danmark, gränsar mot provinsen Lauenburg, vilken 1203–1224 lydde under Valdemar Sejr och 1260 blev ett eget hertigdöme under namnet Sachsen-Lauenburg.
Johansen anser, att den äldste kände medlemmen var en Henrik de Scherembeke, som 1201 och 1219 skall ha bevittnat utfärdandet av två brev av ärkebiskopen av Bremen, av vilka det senare gällde en uppgörelse med den danske konungen Valdemar Sejr.
Enligt ett brev skrivet år 1267, skall riddaren Kristiern »von Scherenbeke» ha sålt jord i Lankow vid Schwerin och man tror att denne Kristiern är identisk med en dominus Cristianus de Scerembeke vilken fick förläningar i Maart (nuvarande Maardu i Estland), vilket då tillhörde Danmark, till vilka han utvandrade i början av 1270-talet.

### I Estland
Flera förläningsbrev inom ätten är kända från Danska Reval (nuvarande Estland), bland annat från åren 1271, 1288 och 1314: 1271 fick Dominus Cristianus de Scerembeke med sin hustru Helena och sina söner Henrik och Bernhard bland annat Maart i Estland som ärftlig förläning,  av den danska änkedrottningen Margareta och hennes son Erik Klipping. Efter Cristianus död 1288 bekräftade Erik Menved att hans änka Helena samt söner Kristiern och Klaus behöll besittningsrätten till godset Maart. Erik Menved förnyade förläningen år 1314 åt Cristiernus de Skerbeke. vars namn också skrev Christian de Scherembeke. Denne är troligen identisk med den i Erikskrönikan förekommande "Kristiern Skärbäck" som var fogde i Nyköping med uppgift att vaka över hertigarna Erik och Valdemar Magnusson efter Nyköpings gästabud. 
Ätten är också känd från Riddarhuset i Reval (i nuvarande Estland), där det nämns att Christian och Wittekin von Scherembeke, under en konflikt med staden Dorpat (nuvarande Tartu) undertecknar ett vapenstillestånd den 4 mars 1341.
Hans sonson Johan skrev sig såväl Johan de Scherembeke som  Johann von Scherenbeke  och synes ha varit släkt med ätten von Rosen (von Rosen af Kardina) i Reval, eftersom han kallade Johann I von Rosen (nämnd 1362) för sin svåger.
Maart innahades inom ätten Scherembeke fram till år 1491 och ätten levde kvar i Estland ännu i början av 1500-talet.

### I Sverige
Namnet Scherembeke är belagt i svenska riket första gången år 1291. Ätten var i Sverige via gifte befryndad med andra medeltida frälseätter, bland andra via Pukeätten, Rickebyätten, von Rosen , och förfäder till Vasaätten.

#### Kopplingar till Vasaätten

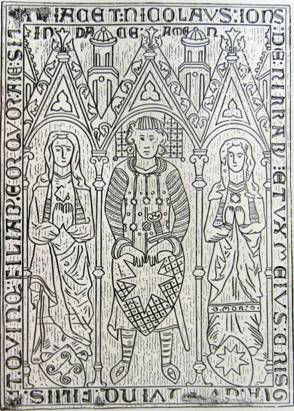
Gravvård över Kristina Kristiernsdotter (1282–1349), gift med Nils Jonsson (Rickebyätten) till Vidbo (ca 1278–före 1319).

Kristiern från Öland var fogde i Stockholm; eftersom namnet annars är nästintill okänt i Sverige vid tiden och på grund av senare uppgifter om släktskap har han ansetts vara släkt med ätten Scherembeke, dock oklart exakt på vilket sätt. Hans dotter Kristina Kristiernsdotter (1282–1349) var gift med Nils Jonsson (Rickebyätten) till Vidbo (ca 1278–före 1319), och blev anmoder till Vasaätten via sin sondotter Kristina Jonsdotter (1336–1378), vilken före 1369 gifte sig med Vasaättens stamfader Nils Kettilsson (Vasa). Nils Kettilsson, med okända föräldrar och ursprung, använde ett vapen snarlikt ätten Scherembekes. Under Gustav Vasas tid tolkades vapnet som en vasekärve. Det i Sverige ovanliga förnamnet Kristiern var vanligt förekommande i släkten Scherembeke och inom vasaätten. Förnamnet Kristiern förekommer bara en gång i andra svenska släkter.
Krister Nilsson (Vasa) ska i ett brev till Reval 1423 ha kallat den tysk-baltiske riddaren Henrik Scherembeke mynem ome (Oheim) vilket översätts till svenskans "frände" eller släkting.

## Betydelsefulla medlemmar
- Kristiern Scherembeke, omnämnd i Reval 1379 [6]
- Wittekin von Scherembeke, omnämnd i Reval 1379 [6]
- Johannes Scherembeke, Knappe i Reval
- Henrik Scherembeke, tysk riddare
- Reynold Scherenbeke som sålde stamgodset Maart, Estland till Kersten von Rosen, 21 maj 1421